# Бугреев, Анатолий Владимирович
Анатолий Владимирович Бугре́ев (1932 — 2014) — советский и российский актёр. Народный артист Российской Федерации (2001).

## Биография
Родился 20 декабря 1932 года. В 1956 году окончил ГИТИС. Был приглашён Олегом Ефремовым в театр «Современник», но предпочёл уехать в Иркутск.
В 1956—1974 годах служил в театрах Иркутска, Куйбышева, Омска, Томска, Кемерово, Саратова, Горького, Воронежа.
С 1974 на сцене Приморского театра драмы имени Горького. Дебютировал в роли Мастакова в пьесе Горького «Старик» в постановке М. Абрамова. Среди наиболее значительных ролей: Ильин в «Пяти вечерах», Левинсон в «Разгроме», Андрей в «Живи и помни».

## Театральные работы
- «Мария Стюарт» Ф. Шиллера — Лестер
- «Океан» А. П. Штейна — Часовников
- «Пять вечеров» А. М. Володина — Александр Петрович Ильин
- «Кабала святош» М. А. Булгакова — Людовик XIV
- «Разгром» А. А. Фадеева — Иосиф Абрамович Левинсон
- «Старомодная комедия» А. Н. Арбузова — Родион Николаевич
- «Шестой этаж» А. Жери — Лескалье, Жонваль
- «Старик» М. Горького — Мастаков
- «Святая святых» И. П. Друцэ — Михай Груя
- «История одной любви» А. С. Тоболяка — Воронин
- «На дне» М. Горького — Васька Пепел
- «Три сестры» А. П. Чехова — Николай Львович Тузенбах
- «Аморальная история» Э. В. Брагинского, Э. А. Рязанова — Леонид Семёнович Филимонов
- «Живи и помни» В. Г. Распутина — Андрей
- «Эзоп» Г. Фигейредо — Ксанф
- «Игра в джин» Д. Кобурна — Валлер Мартин
- «Шахта» А. Н. Плетнёва — Комаров
- «Дети солнца» М. Горького — Борис Николаевич Чепурной
- «Ночь игуаны» Т. Уильямса — Шеннон
- «Человек со стороны» И. М. Дворецкого — Чешков
- «Цилиндр» Эдуардо де Филиппо — Родольфо
- «Метель» Л. М. Леонова — Порфирий
- «Рядовые» А. А. Дударева — Дервоед
- «Преступление и наказание» Ф. М. Достоевского — Аркадий Иванович Свидригайлов
- «Шарлатан» Р. Ламурё — Альберт
- «Последний посетитель» В. Л. Дозорцева — Казмин
- «Синее небо, а в нем облака» («Прощание с Ветлугиным») В. К. Арро — Ветлугин
- «Бег» М. А. Булгакова — Григорий Лукьянович Чарнота
- «Свалка» А. А. Дударева — Хитрый
- «Биндюжник и король» И. Э. Бабеля — Боярский
- «Гуд бай и аминь» Ч. Диккенса — мистер Бранлоу
- «Екатерина Ивановна» Л. Н. Андреева — Павел Коромыслов
- «В джазе только девушки» Дж. Стайна, П. Стоуна — Поляков
- «Пока она умирала» Н. М. Птушкиной — Игорь
- «Плачу вперед» Н. М. Птушкиной — Михаил
- «Моя соперница — смерть» А. В. Бугреева — Ассо
- «Свадьба Кречинского» А. В. Сухово-Кобылина — Михайло Васильевич Кречинский
- «На всякого мудреца довольно простоты» А. Н. Островского — Нил Федосеевич Мамаев
- «Утешитель вдов» Дж. Маротты и Б. Рандоне — Карло Фигерелла
- «Железный класс» А. Николаи — Либера Бока
- «Эшелон» М. М. Рощина — Федор Карлыч
- «Левша» В. В. Дмитриева, Б. М. Рацера, В. К. Константинова — Кисельвроде
- «Бесприданник» Л. Н. Разумовской — Чернохвостов
- «Доходное место» А. Н. Островского — Аристарх Владимирович Вышневский
- «Ромео и Джульетта» Шекспира — Монтекки

## Фильмография
Сыграл эпизодические роли в двух фильмах:
- 1968 — Угрюм-река — эпизод
- 1988 — Утомлённое солнце / 봄에서 여름으로 (СССР, КНДР) — эпизод

## Награды и звания
- заслуженный артист РСФСР (14. 5.1979)
- народный артист РФ (21. 11. 2001)
- Государственная премия РСФСР имени К. С. Станиславского (1986) — а роли Чепурного в «Детях солнца» и Свидригайлова в «Преступлении и наказании»